# Eric Fylkeson
Eric Pauli Fylkeson, född 23 april 1950 i Bromsten, Stockholms kommun, är en svensk poet och bokförläggare. 

## Biografi
Han drev Poesiförlaget 1973–1978 och därefter förlaget Janus 1980–1988. Han har därtill varit redaktör för tidskrifterna Feber (1973–1975), Janus (1979–1984) och I minne (1985–1988) och medlem i konstnärsgruppen Vesuvius. Han debuterade som poet 1973 och har varit verksam som scenpoet med mer än 800 framträdanden under åren 1959–2003. Eric Fylkeson har också utgivit tre volymer med tolkningar av rockpoesi, Poetisk Boogie (Poesiförlaget 1972), Den moderna människans memoarer (Poesiförlaget 1973) och Nu är jag tillbaka i regnet (Cavefors 1975, tillsammans med Bruno K. Öijer).
Han var verksam som kommunpolitiker för tre politiska partier i Sala kommun 1995–2012 (Folkpartiet 1995–98, Vänsterpartiet 1998–2002, Socialdemokraterna 2003–2012), avslutningsvis som ordförande i kultur- och fritidsnämnden 2011–12.
Han gjorde tillsammans med Anders Bjurenvall dokumentärfilmen Kärleken till en plats 2013.
Han har arbetat som folkhögskolelärare i litterär gestaltning, scenisk framställning, mytologier och semantik mellan åren 1997 och 2014 (i huvudsak vid Tärna folkhögskola i Västmanland och vid Skrivarakademin i Stockholm).